# Anthene aurobrunnea
Anthene aurobrunnea är en fjärilsart som beskrevs av Ungemach 1932. Anthene aurobrunnea ingår i släktet Anthene och familjen juvelvingar. Inga underarter finns listade i Catalogue of Life.